# Горње Псарјево
Горње Псарјево је насељено место у саставу града Свети Иван Зелина у Загребачкој жупанији, Хрватска. До територијалне реорганизације у Хрватској налазило се у саставу бивше велике општине Свети Иван Зелина.

## Становништво
На попису становништва 2011. године, Горње Псарјево је имало 467 становника.

## Попис1991.
На попису становништва 1991. године, насељено место Горње Псарјево је имало 476 становника, следећег националног састава:
| Попис 1991.‍ | Попис 1991.‍ | Попис 1991.‍ | Попис 1991.‍ | Попис 1991.‍ |
| ----------- | ----------- | ----------- | ----------- | ----------- |
|             |             |             |             |             |
| Хрвати      | Хрвати      |             | 464         | 97,47%      |
| непознато   | непознато   |             | 12          | 2,52%       |
| укупно: 476 |             |             |             |             |